# Птичка-невеличка (фильм)
«Птичка-невеличка» — советский фильм 1961 года снятый на киностудии «Узбекфильм» режиссёром Латифом Файзиевым по повести Абдуллы Каххара.

## Сюжет
Арсланбек Каландаров, председатель колхоза «Бустон», поднявший его в годы войны и превративший убогий кишлак в успешный колхоз, властный, избалованным почестями, не считается ни с кем, он сместил пятерых секретарей парторганизации, превратил общее собрание колхозников в пустую формальность, запретил у себя в колхозе механизированный сбор хлопка.
Председатель райкома направляет в колхоз секретарем парторганизации Сайду Алиеву, хрупкую молоденькую девушку. Отказавшись отчитываться перед колхозниками, Каландаров срывает отчётно-выборное собрание, но сместить Сайду у него не получается. Сайда заручается поддержкой колхозников-коммунистов и собирает бюро райкома.
Каландаров, предвидя критику, уезжает на две недели, поручив руководить колхозом Сайде, рассчитывая, что эта «птичка-невеличка» провалит подготовку к сбору хлопка. Вернувшись он обнаруживает большие перемены в колхозе: его секретарь и подхалим Ишон стал маляром, жену Каландарова заставили опять работать в яслях. А механизатор Исмаилджан налаживает хлопкоуборочные машины, и парторг распорядилась начать машинную уборку хлопка. Каландаров едет в райком жаловаться, но там его поздравляют: его колхоз первым в области выпустил на поля машины. Каландаров осознает свои ошибки.

## В ролях
- Шукур Бурханов — Арсланбек Каландаров, председатель колхоза
- Светлана Ганиева — Саида Алиева, парторг
- Сара Ишантураева — Таджихон
- Аббас Бакиров — Насыров
- Ю. Арипов — Ишон
- А. Ахмедова — Умида
- Закир Мухамеджанов — Исмаилджан
- Обид Джалилов — Тилля-бабо
- Тамара Назарова — Мехри
- Вахабджан Фаязов — Зульфикаров
- Анахон Таджибаева — Кифоятхон
- Айша Мавлянова — Хури
- Ш. Пулатов — почтальон
- Ш. Баширов — 'Казимбек
- К. Камилджанов — Усманджон
- З. Юсупова — Адолат

## Фестивали и награды
На первом смотре-соревновании кинематографистов республик Средней Азии и Казахстана (1962) актеру Шукуру Бурханову присуждён диплом за лучшее исполнение мужской роли.

Роль председателя колхоза Каландарова словно была написана для Бурханова. Герой честолюбив, имеет необузданный нрав. И в то же время он знающий, опытный хозяин, сделавший немало для родного колхоза. Эту противоречивую сложность характера Каландарова Ш. Бурханов точно подметил и с большой силой воплотил на экране.— киновед Джура Тешабаев